# Liste des évêques de Palmerston North
La liste des évêques de Palmerston North recense les noms des évêques qui se sont succédé sur le siège épiscopal de Palmerston North en Nouvelle-Zélande depuis la fondation du diocèse de Palmerston North (Dioecesis Palmerstonaquilonianus) le 6 mars 1980 par détachement de celui de Wellington. 

## Sont évêques
- 6 mars 1980-22 février 2012 : Peter Cullinane (Peter James Cullinane)
- 22 février 2012-4 octobre 2019 : Charles Drennan (Charles Edward Drennan)

## Sources
- (en) Fiche du diocèse sur catholic-hierarchy.org